# Thành An, Mỏ Cày Bắc
Thành An là một xã thuộc huyện Mỏ Cày Bắc, tỉnh Bến Tre, Việt Nam.

## Địa lý
Xã Thành An nằm ở trung tâm huyện Mỏ Cày Bắc, có vị trí địa lý:
- Phía đông giáp xã Tân Thành Bình
- Phía nam giáp các xã Hòa Lộc, Tân Bình
- Phía tây giáp thị trấn Phước Mỹ Trung và xã Tân Thanh Tây.
- Phía bắc giáp xã Tân Phú Tây.

## Hành chính
Xã Thành An được chia thành 8 ấp: Đông Thạnh, Đông Hòa, Đông Trị, Đông Thuận, Đông Lợi, Đông An, Thanh Hòa, Đông Thành.